# 廷布倫角

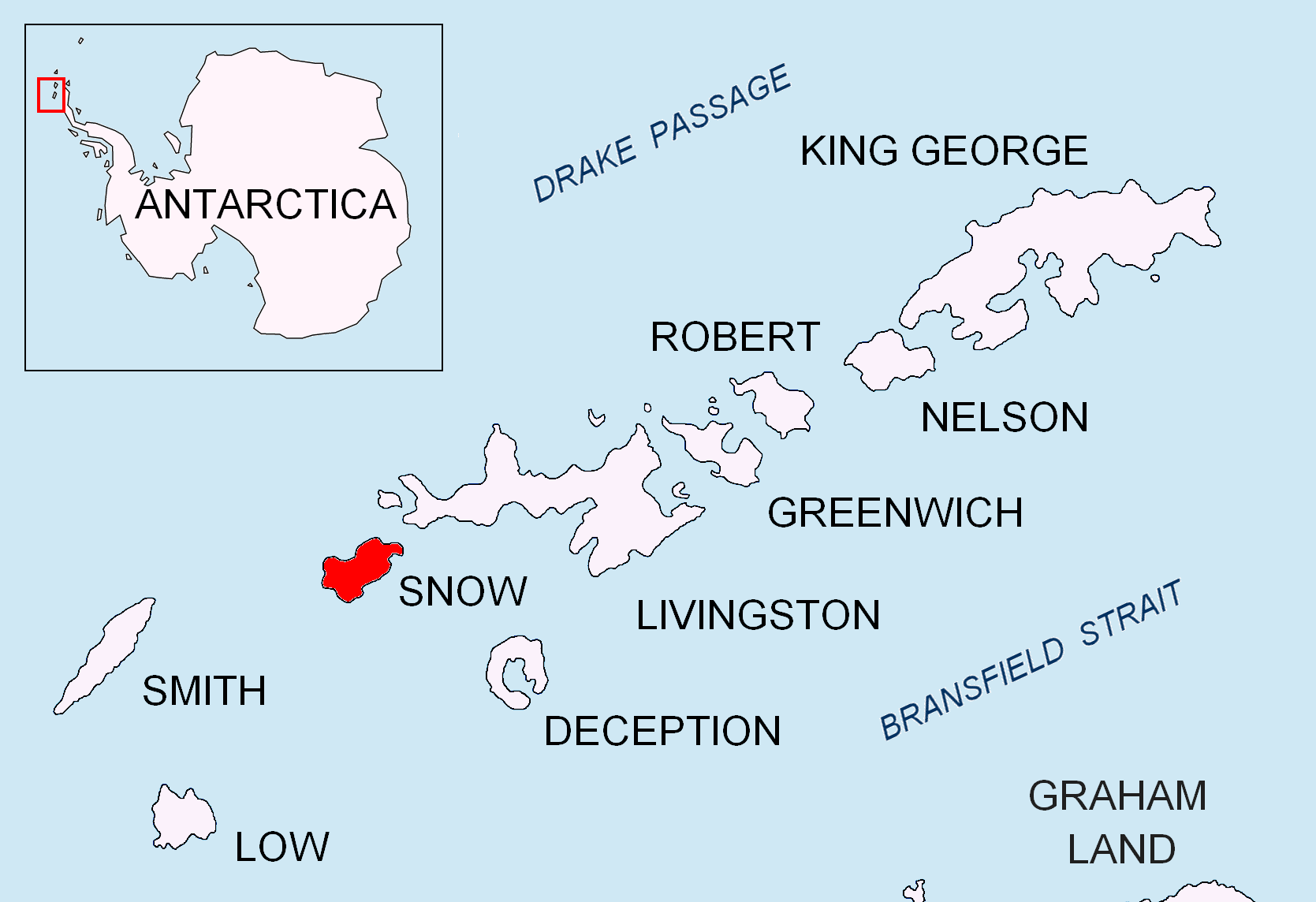

廷布倫角（英語：Cape Timblón）是南極洲的海岬，位於南設得蘭群島的雪島北端，處於普雷錫登特角西北面7公里、拜沃特角東北面10.3公里、本森角西南面7.16公里和德維爾斯角西南面8.39公里。

## 外部連結
- SCAR Composite Antarctic Gazetteer（页面存档备份，存于）.

62°42′15.6″S 61°19′49.5″W / 62.704333°S 61.330417°W